# الروس قادمون (فلم)
الروس قادمون، الروس قادمون (بالإنجليزية:The Russians Are Coming, the Russians Are Coming)، هو فيلم أمريكي كوميدي، أنتج سنة 1966م.

## وصلات خارجية
- مقالات تستعمل روابط فنية بلا صلة مع ويكي بيانات
- الروس قادمون على موقع أول موفي.
- The Russians Are Coming, The Russians Are Coming Facebook Fan Page